# 12 a.C.
Il 12 a.C. (XII a.C. in numeri romani) è un anno  del I secolo a.C.

## Eventi

### Per luogo

#### Impero romano
- Tiberio parte verso la Pannonia per placare una dura rivolta.
- Primo documento ufficiale che menziona la città Argentoratum, l'odierna Strasburgo.
- Muore Marco Vipsanio Agrippa; nello stesso anno sarà conclusa la realizzazione di una grande carta geografica raffigurante l'Impero romano, creata seguendo le sue indicazioni.
- Si finisce di costruire la Piramide Cestia a Roma, eretta quale tomba di Caio Cestio membro del Collegio dei "Septemviri Epulones".
- Erode il Grande accusa di tradimento dinanzi ad Augusto due propri figli, Alessandro e Aristobulo, ma poi i tre si riconciliano.
- Augusto ordina al figlio Druso di portare i confini dell'Impero romano fino al fiume Elba.

### Per argomento

#### Astronomia
- 10 ottobre (calendario giuliano) - Quarto passaggio registrato della cometa di Halley al perielio, (evento astronomico 1P/−11 Q1).

## Nati
- 26 giugno - Marco Vipsanio Agrippa Postumo, politico romano († 14)
- Cassio Cherea, politico romano († 41)

## Morti
- Gaio Caninio Rebilo, magistrato romano
- Mitridate III di Commagene, sovrano
- Marco Vipsanio Agrippa, politico, militare e architetto romano